# À Milianah
À Milianah est une des nouvelles des Lettres de mon moulin d'Alphonse Daudet. 

## Publication
À Milianah est initialement publié dans la Revue nouvelle du 1er février 1864 sous le titre de Promenades en Afrique, La petite ville, avant d'être inséré sous ce titre (avec Notes de voyage comme sous-titre) en 1869 dans la première édition en recueil par Hetzel des Lettres de mon moulin.

## Résumé
Dans l'édition des Lettres, afin de s'intégrer logiquement au recueil, la phrase introductive de la nouvelle est modifiée par rapport à la version d'origine. Le dépaysement est ainsi contextualisé : « Cette fois, je vous emmène passer la journée dans une jolie petite ville d’Algérie, à deux ou trois cents lieues du moulin… Cela nous changera un peu des tambourins et des cigales…»
Le narrateur nous raconte alors une journée à Milianah, de la grand-place à la boutique animée et tenant lieu d'audience judiciaire de Sid’Omar, un « Salomon en boutique », de déambulations en ville en passant par la cour des pauvres jusqu'au dîner, qui précède le théâtre ;   
« Je sors du théâtre… Au milieu de l’ombre qui m’environne, j’entends des cris dans un coin de la place… Quelques Maltais sans doute en train de s’expliquer à coups de couteau… 
Je reviens à l’hôtel, lentement, le long des remparts. D’adorables senteurs d’orangers et de thuyas montent de la plaine. L’air est doux, le ciel presque pur… Là-bas, au bout du chemin, se dresse un vieux fantôme de muraille, débris de quelque ancien temple. [...] Tout cela va flottant sous un mince rayon de lune, au souffle tiède de la nuit… »